# Antonio Somma (politico)
Antonio Somma (Castellammare di Stabia, 10 luglio 1932 – Castellammare di Stabia, 11 gennaio 2012) è stato un politico italiano.

## Biografia
Avvocato, militante della Democrazia Cristiana, viene eletto al consiglio comunale di Castellammare di Stabia negli anni settanta.
Nel 1972 sempre nelle liste della Democrazia Cristiana diventa per la prima volta Sindaco di Castellammare di Stabia, dopo esserne stato assessore. Lo diventerà di nuovo nel 1977 e nel 1978. Nel 1980 viene eletto al Consiglio Provinciale di Napoli, nel quale ricopre la funzione di Presidente della Commissione Assistenza. Nel 1985 viene rieletto consigliere, e in seguito agli sconvolgimenti per situazioni poco chiare della precedente amministrazione, diventa Presidente della Provincia di Napoli, ricoprirà in seguito dal 1990 in poi le cariche di Presidente del Comitato Regionale di Controllo (CO.RE.CO.) di Napoli, ed infine svolgerà la funzione di difensore civico del Comune di Castellammare di Stabia.
Muore all'età di 79 anni nel gennaio del 2012.